# Alexandria Eschaté
Alexandria Eschaté, též Alexandrie Nejzazší (řecky: Ἀλεξάνδρεια Ἐσχάτη), je město založené roku 329 před Kristem Alexandrem Makedonským na řece Jaxartes (dnešní Syrdarja) v dnešním Tádžikistánu. Jedná se o dnešní město Chudžand, v éře SSSR se jmenovalo Leninabad. V době krále Alexandra šlo o nejsevernější základnu Starověké Makedonie ve střední Asii.